# Illa de l'Aire
Illa de l'Aire este o arie protejată (arie specială de conservare — SAC, sit de importanță comunitară — SCI, arie de protecție specială avifaunistică — SPA) din Spania întinsă pe o suprafață de 30,51 ha, integral pe uscat.

## Localizare
Centrul sitului Illa de l'Aire este situat la coordonatele 39°48′04″N 4°17′31″E / 39.8012°N 4.292°E.

## Înființare
Situl Illa de l'Aire a fost declarat sit de importanță comunitară în iulie 2000 pentru a proteja 30 de specii de animale. Alte tipuri de protecție:
- arie de protecție specială avifaunistică (în martie 2006)[2]
- arie specială de conservare (în mai 2022)[1][3][4]

## Biodiversitate
Situată în ecoregiunea mediteraneană, aria protejată conține 6 habitate naturale: Depresiuni intradunale umede, Tufărișuri halofile mediteraneene și termo-atlantice (Sarcocornetea fruticosi), Phrygana endemică cu Euphorbio-Verbascion, Galerii și tufărișuri riverane sudice (Nerio-Tamaricetea și Securinegion tinctoriae), Tufărișuri termo-mediteraneene și de pre-deșert, Faleze cu vegetație de Limonium spp. endemic de pe coastele mediteraneene.
La baza desemnării sitului se află mai multe specii protejate:
- păsări (29): fâsă-de-câmp (Anthus campestris), stârc cenușiu (Ardea cinerea), stârc roșu (Ardea purpurea), pasărea ogorului (Burhinus oedicnemus), ciocârlie-cu-degete-scurte (Calandrella brachydactyla), Calonectris diomedea, caprimulg (Caprimulgus europaeus), prundăraș de sărătură (Charadrius alexandrinus), gușă vânătă (Cyanecula svecica), egretă mică (Egretta garzetta), presură de grădină (Emberiza hortulana), șoim călător (Falco peregrinus), vânturel roșu (Falco tinnunculus), cinteză (Fringilla coelebs), acvilă pitică (Hieraaetus pennatus), piciorong (Himantopus himantopus), Hydrobates pelagicus, sfrâncioc roșiatic (Lanius collurio), Larus audouinii, pescăruș râzător (Larus ridibundus), prigoare (Merops apiaster), gaia roșie (Milvus milvus), vultur egiptean (Neophron percnopterus), ciuf-pitic (Otus scops), vultur pescar (Pandion haliaetus), Phalacrocorax aristotelis desmarestii, Puffinus mauretanicus, turturică (Streptopelia turtur), silvie de tufiș (Sylvia undata)
- reptile (1): Podarcis lilfordi

Pe lângă speciile protejate, pe teritoriul sitului au mai fost identificate 10 specii de plante, 6 specii de păsări, 13 specii de nevertebrate, 1 specie de reptile.